# Jack O'Connell (fotbollsspelare)
Jack William O'Connell , född 29 mars 1994, är en engelsk före detta fotbollsspelare.

## Karriär
Den 8 juli 2016 värvades O'Connell av Sheffield United, där han skrev på ett treårskontrakt. Den 15 november 2017 skrev O'Connell på ett nytt 4,5-årskontrakt med Sheffield. Den 28 februari 2019 skrev han återigen på ett nytt 4,5-årskontrakt med klubben.
Den 21 juli 2023 meddelade O'Connell att han avslutade sin fotbollskarriär.